# Landesliga Südwürttemberg 1946/47
Die Landesliga Südwürttemberg 1946/47 war die erste Saison der Landesliga als höchster Amateurklasse in Südwürttemberg im Fußball. In der Spielzeit 1945/46 hatte der Spielbetrieb in Südwürttemberg nur auf Kreisebene stattgefunden. Noch während der laufenden Saison wechselten im Januar 1947 der VfL Schwenningen, der SSV Reutlingen, die SG Friedrichshafen und die SpVgg Biberach aus der Landesliga in die neugebildete Oberliga Südwest. Die restlichen Vereine setzten den Spielbetrieb in der Landesliga fort. Die beiden Gruppensieger SpVgg Trossingen und SV 04 Laupheim stiegen zur Spielzeit 1947/48 ebenfalls in die Oberliga Südwest auf. Als einziger Verein stieg der SV Birkenfeld am Saisonende aus der Landesliga ab.

## Hintergrund
Nach dem Zweiten Weltkrieg wurde bis 1950 in Nord- und Südwürttemberg aufgrund der Zugehörigkeit zu verschiedenen Besatzungszonen ein getrennter Spielbetrieb durchgeführt. Während Nordwürttemberg in der amerikanischen Besatzungszone lag und zum Süddeutschen Fußball-Verband gehörte, lag Südwürttemberg in der französischen Besatzungszone und gehörte bis 1950 zum Südwestdeutschen Fußball-Verband.

## Vereine
Die genauen Daten der Abschlusstabellen sind nicht überliefert.
Gruppe Nord
| Verein           | Anmerkung                                            |
| ---------------- | ---------------------------------------------------- |
| VfL Schwenningen | während der Saison Wechsel in die Oberliga Südwest   |
| SSV Reutlingen   | während der Saison Wechsel in die Oberliga Südwest   |
| SpVgg Trossingen | Staffelsieger und Aufsteiger in die Oberliga Südwest |
| Tübinger SV      |                                                      |
| ASV Ebingen      |                                                      |
| SV Tailfingen    |                                                      |
| SV Hechingen     |                                                      |
| SV Schramberg    |                                                      |
| VfB Pfullingen   |                                                      |
| SpVgg Metzingen  |                                                      |
| FC 08 Tuttlingen |                                                      |
| SV Birkenfeld    | Abstieg am Ende der Saison                           |

Gruppe Süd
| Verein             | Anmerkung                                            |
| ------------------ | ---------------------------------------------------- |
| SG Friedrichshafen | während der Saison Wechsel in die Oberliga Südwest   |
| SpVgg Biberach     | während der Saison Wechsel in die Oberliga Südwest   |
| SV 04 Laupheim     | Staffelsieger und Aufsteiger in die Oberliga Südwest |
| SV Weingarten      |                                                      |
| FC Wangen 05       |                                                      |
| SV Ravensburg      |                                                      |
| FC Lindenberg      |                                                      |
| SpVgg Ehingen      |                                                      |
| FC Mengen          |                                                      |
| SpVgg Lindau       |                                                      |

## Qualifikation zur Oberliga Südwest
Als Aufnahmekriterium für die neue Oberliga Südwest, die im Januar 1947 den Spielbetrieb aufnahm, wurde der Tabellenstand in den beiden Landesligagruppen am 31. Dezember 1946 herangezogen. Aus der Gruppe Nord qualifizierten sich der Tabellenführer VfL Schwenningen und der Tabellendritte SSV Reutlingen, da der Tabellenzweite SpVgg Trossingen die geforderten Auflagen nicht erfüllen konnte. In der Gruppe Süd fanden Ausscheidungsspiele zwischen den erstplatzierten vier Mannschaften statt:
- Der SV Lindenberg und die SG Friedrichshafen trennten sich 1:1. Da Lindenberg auf ein Wiederholungsspiel verzichtete, stieg Friedrichshafen auf.
- Die SpVgg Biberach schlug den SV 04 Laupheim mit 6:1 und stieg in die Oberliga auf.